# Bitva u Mogersdorfu
Bitva u Mogersdorfu, někdy též nazývaná bitva u Szentgotthárdu či bitva u Sv. Gotthardu na řece Raabu, se odehrála 1. srpna 1664 jako součást osmansko-habsburských válek (1663–1664) mezi armádou křesťanské aliance, kterou vedli hrabě Raimund Montecuccoli, hrabě Jean de Coligny, markrabě Leopold Vilém Bádenský a kníže Georg Fridrich Waldeck-Eisenberg, a osmanskou armádou, kterou vedl paša Köprülüzade Fazıl Ahmed. V bitvě se  mj. vyznamenal jako velitel jezdectva Jan Špork, kterému byl posléze za vojenské zásluhy císařem udělen titul říšského hraběte.
K bitvě došlo mezi Mogersdorfem v dnešním Burgenlandu a Szentgotthárdem, dnes v župě Vas v tehdejším západním Uhersku poblíž dnešní rakousko–maďarské hranice. Turci při ní byli sice poraženi, přesto se jim však podařilo 10. srpna téhož roku podepsat s císařem Svaté říše římské Leopoldem I. pro ně výhodný Vasvárský mír, v němž Leopold I. uznal tureckou vládu nad Novými Zámky a Sedmihradskem.

## Situace v Evropě
V roce 1648 skončila ničivá třicetiletá válka. Žádná ze stran si ale nemohla připsat rozhodující vítězství. Vestfálský mír byl spíše směsicí kompromisů. Hranice se téměř neposunuly, a když už, tak jen v rámci Svaté říše římské.
Jeden výsledek však z jednání přece jen vyplynul: podpisem mírové smlouvy Habsburkové definitivně rezignovali na snahu stát se vůdčí silou v Evropě, nemluvě o snech na vytvoření univerzální evropské monarchie. Habsburské snažení nevyšlo především díky vytrvalým snahám Francie, jež vždy uzavírala spojenectví s každým, kdo byl alespoň zčásti ochoten pozvednout zbraně proti Habsburkům. Přestože na počátku třicetileté války stály nepochybně náboženské důvody, v konečné fázi války už bojovala katolická Francie (zejména zásluhou kardinála de Richelieu) spolu s protestantskými státy Dánskem, Švédskem a Nizozemskem a některými německými zeměmi, proti katolickým Habsburkům, kteří vyznávali stejnou víru jako francouzští panovníci.
V závěrečné fázi už Habsburkové v Rakousku i Španělsku ztráceli dech. Vestfálským mírem ztratili v Německu faktickou moc. Jednotlivé státy začaly provádět svou vlastní politiku a říšský sněm se změnil ve „shromáždění ospalých a zbytečných diplomatů“. Ovšem i jedno nesporné vítězství si Habsburkové mohli připsat: posílili svou absolutní moc ve středoevropských državách a česká nekatolická emigrace (která vlastně válku roku 1618 rozpoutala) mohla na návrat zapomenout. I veřejné mínění se postupně obrátilo k císaři, jak ukázala obrana Prahy roku 1648.
Po skončení třicetileté války museli Habsburkové opět převzít úkoly, jež před ně historie postavila už v roce 1526, a sice zastavit islámskou invazi do středu Evropy.

## Situace v Osmanské říši

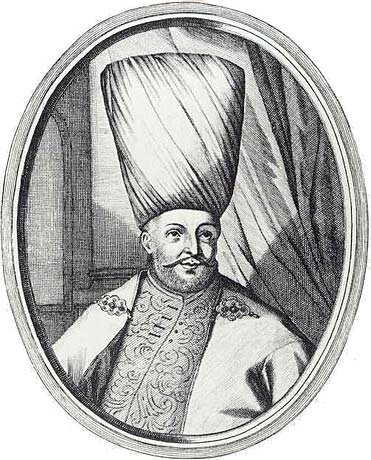
Velkovezír Ahmed paša Köprülü (1635–1676) poražený roku 1664 spojenými křesťanskými vojsky v bitvě u Mogersdorfu. Rytina Gerharda Bouttase

Je historickou skutečností, že křesťanská Evropa měla v první polovině 17. století obrovské štěstí. V době krvavých bojů katolíků s protestanty procházela hlubokou krizí i Osmanská říše. Po smrti Sülejmana Nádherného začalo jeho synem Selimem II. řečeným Opilec (nástup na trůn mu zajistila jeho matka Roxelana, která odstranila Selimova staršího nevlastního a všestranně nadaného bratra Mustafu) takzvané období vlády žen. V této době ochablo centrální vedení a za několik slabých sultánů vládly v podstatě ženy v jejich okolí, které zase popřávaly sluchu svým favoritům. Ve struktuře říše se začaly objevovat značné trhliny. Jen v letech 1595–1623 vládlo celkem sedm sultánů (tedy čtyři roky na jednoho).
Teprve počátkem šedesátých let 17. století došlo k zásadním změnám. Moc přešla opět do rukou armádních velitelů. Roku 1656 se k moci dostala ctižádostivá rodina Köprülü, která na sebe brutálním postupem strhla moc, ovšem podařilo se jí obnovit autoritu státu a zajistit opět plnou kontrolu nad provinciemi. Jedním z osvědčených prostředků upevnění státní autority je orientace na válečné výboje. A tak, po dlouhé době relativního klidu, přikročili Turci opět k válečným tažením.
Již v roce 1646 začali Turci válčit s Benátkami o Krétu a roku 1669 ji obsadili. V letech 1658–1661 obsadili Sedmihradsko a skoncovali s jeho autonomií. A všem bylo jasné, že tím Osmanská expanze nekončí.

## Před bitvou
Ve Vídni sledovali novou tureckou aktivitu se značným znepokojením. Zejména pád Sedmihradska vyvolal značné znepokojení, neboť habsburská diplomacie poskytla zdejší šlechtě určitou podporu. Turky tím velmi popudila a ti vypověděli smlouvu z 11. listopadu 1606, která byla dvakrát – v letech 1627 a 1642 – prodloužena. Nyní ovšem už slávychtivému velkovezírovi Ahmedu Köprülümu (který v podstatě vládl Osmanské říši za sultána Mehmeda IV.) nevyhovovala a tak jí prostě porušil (typické turecké chování, viz dobytí Kypru).

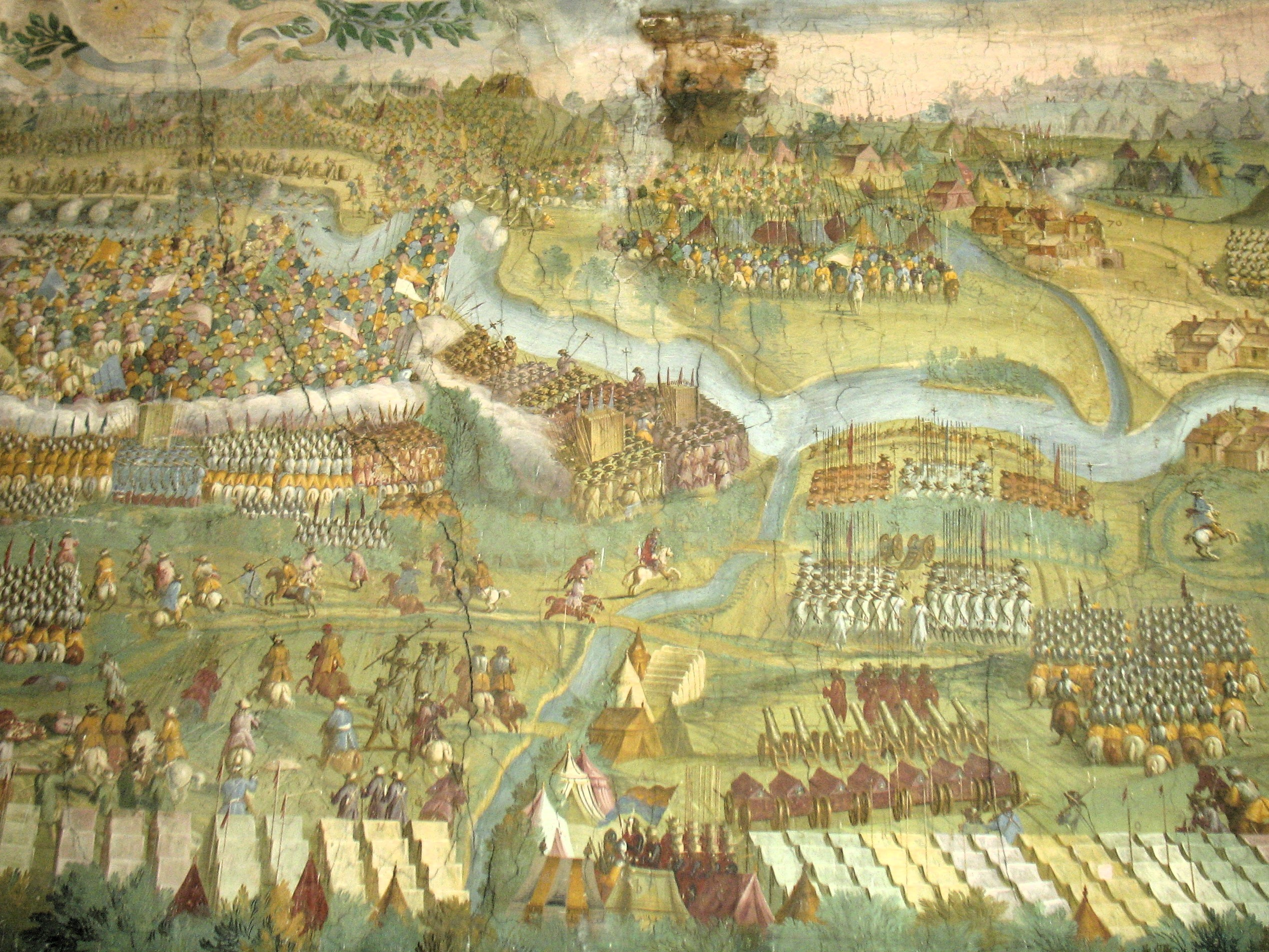
Freska ve 2. poschodí zámku v Lysé nad Labem, zobrazující bitvu u Szentgotthárdu. Detail.

Roku 1663 zahájil Turci válečné akce proti císaři Leopoldu I. S vojskem o 160 000 mužích zamířil velkovezír přes Budín na Nové Zámky. Přestože se jednalo o mocnou pevnost, jednu z nejlepších v Habsburské monarchii, byla 25. září 1663 dobyta.
Císař Leopold I. pocítil, stejně jako už několik jeho předchůdců počínaje Ludvíkem Jagelonským, že celé Evropě opět hrozí smrtelné nebezpečí. Na rozdíl od svých předchůdců ale dosáhl úspěchu na říšském sněmu v Řezně. Svoji pomoc mu poslaly například Sasko a Braniborsko, ale také Španělsko. Svatá stolice pak poskytla pro boj s islámem finanční prostředky. Dokonce i francouzský král, tradiční Habsburský nepřítel, poslal do boje malé vojsko o 5250 mužích vedených generálporučíkem Jeanem hrabětem de Coligny-Saligny. Vrchním velitelem křesťanské armády čítající 25 000 mužů byl jmenován zkušený vojevůdce, habsburský polní maršál hrabě Raimund Montecuccoli.
Poté, co se dal velkovezír Ahmed Köprülü brzy zjara 1664 na pochod, překročil 14. května Drávu a ohrozil císařské v městě Serinvár, kde se opevnili. Polní maršál Montecuccoli je ale nechal vyklidit, neboť si uvědomoval, že bez pomoci spojenců, kteří se teprve blížili k Vídni, nemá šanci (měl zhruba 17 000 mužů proti 70 000 Turků). Ustupoval tedy na západ, až dorazil na do vesnice Mogersdorf nedaleko města Sv. Gotthard (Szentgotthárd).
Montecuccoli zde zaujal silné pozice, z nichž již nemínil ustoupit. Krajem protéká řeka Rába. Montecuccoli věděl že Turci budou muset přecházet po částech, protože na jeho straně řeky není dost místa. Jeho armáda bude mít tedy načas taktickou převahu a mohla by Turkům způsobit těžké ztráty. A nečekal sám. 24. července 1664 dorazily jednotky spojenců. Spolu s nimi měla nyní křesťanská armáda 25 000 mužů a 24 děl. I tak to ale byla jen třetina mocné armády, s níž se blížil Ahmed Köprülü. Dne 30. července stanula tato vojska proti sobě, mezi sebou měla řeku Rábu.

## Bitva

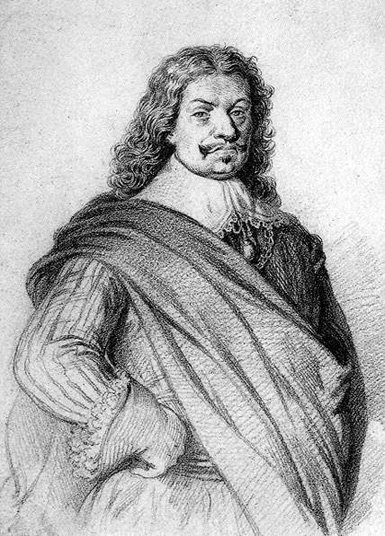
Polní maršál Raimund hrabě Montecuccoli, velitel křesťanských vojsk

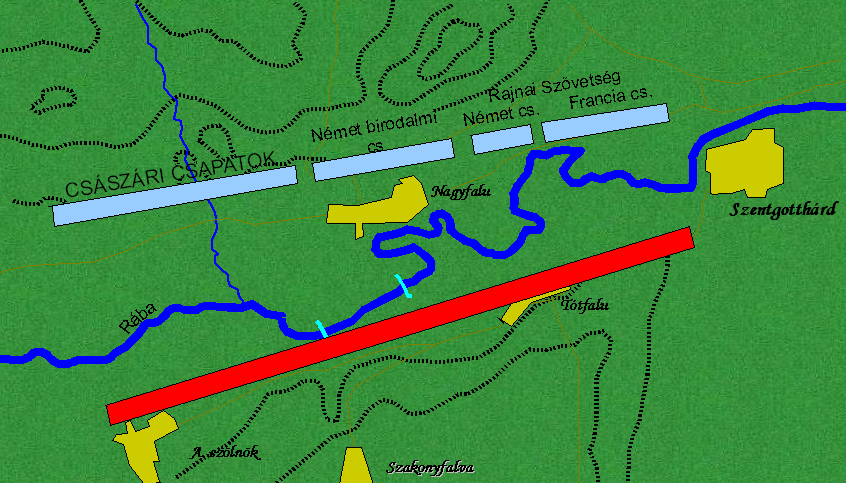
Postavení vojsk 1. srpna ráno.(Červení Turci, Bleděmodří křesťané, turecké pontonové mosty přes Rábu jsou tyrkysově)

Velkovezír nehodlal otálet. Hned v noci na 1. srpna začal s kanonádou. Jeho děla příliš mnoho škod nenadělala, Montecuccoli zato věděl, že se chystá útok. Pod ochranou této dlouhotrvající palby překročilo 12 000 osmanských jezdců, janičářů a sípháiů Rábu a zaútočilo na křesťanské pozice. Za pronikavého provolávání slávy Alláhovi, dunění bubnů a vřeštivé janičářské hudby udeřili na císařskou linii a během několika hodin ji prolomili. Křesťané z druhé linie s hrůzou pozorovali, jak Turci okamžitě uřezali jejich zajatým kamarádům hlavy. A mohamedáni udeřili znovu. O Mogersdorf, jenž stál ve středu křesťanské linie, se rozhořel tuhý boj.
Právě když se zdálo, že možná padne i druhá linie, nasadil polní maršál Montecuccoli čtyři dosud odpočívající pluky císařských a osobně je vedl do nejprudší řeže. Spolu s oddíly knížat Hohenlohe a Coligny se jim podařilo v tvrdém boji dotírající Turky zatlačit a frontu uzavřít.
V poledne bitva utichla, obě vojska se přeskupovala. Montecuccoli sezval své velitele na válečnou poradu. Generální rada rozhodla rychle znovu zaútočit, dříve než se Turci znovu zformují a dostanou posily z druhého břehu. Montecuccoli nechal přivézt děla co nejblíž k nepříteli a útok začal. Vrchní velitel zvolil správný okamžik: Osmani dosud nebyli zformovaní a nedokázali se účinně bránit. Pod úderem celého křesťanského vojska se jejich obrana zhroutila a dali se na útěk.

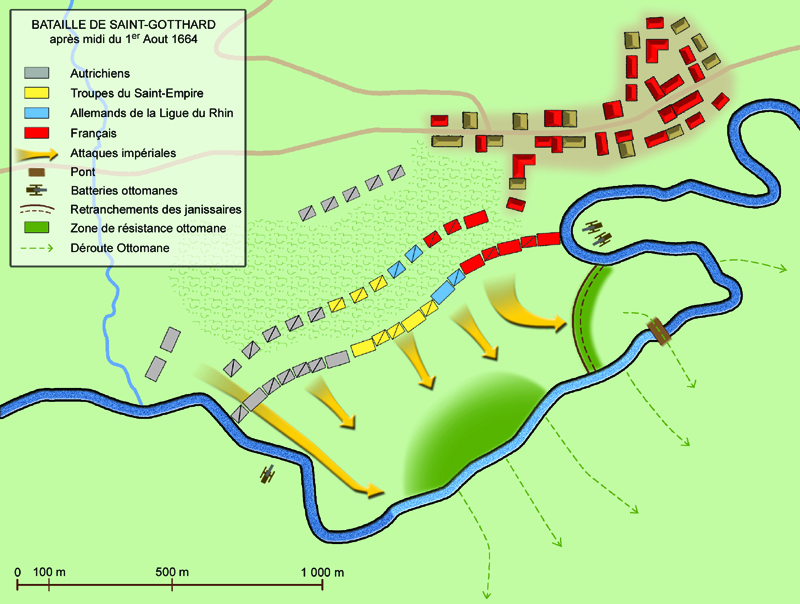
Rozhodující protiútok křesťanů (oblast obsazená Turky na severním břehu je zelená včetně jejich ústupu, šediví Rakušané, červení Francouzi, jednotky Svaté říše římské žlutá a ostatní modře)

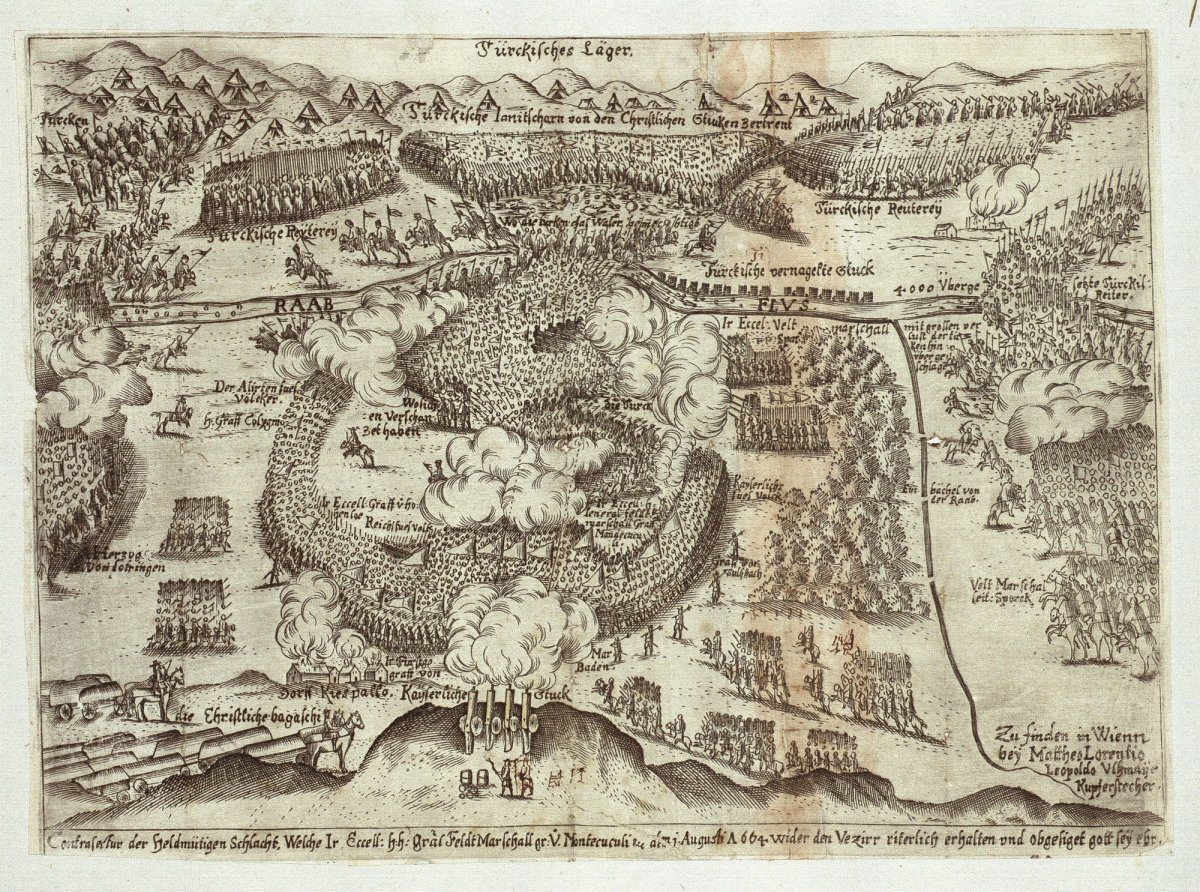
Bitva u Mogersdorfu na dobové rytině Johanna Josefa Waldmanna

Velkovezír si stejně dobře jako Montecuccoli kolem poledne uvědomil, že v bitvě nastala kritická chvíle. Poslal proto na druhý břeh posily, aby mohl odpoledne obnovit útok. Když však vyděšení a poražení Turci z dopoledního útoku doběhli k mostům, které ráno sami postavili, zjistili, že jsou beznadějně ucpané silami, které jim měly přijít na pomoc a které se rovněž obracely na bezhlavý útěk. Osmanští bojovníci ve snaze zachránit si život skákali z příkrých břehů a pokoušeli se doplavat do bezpečí. Brzy byla Rába plná mrtvých těl, utonulých i tonoucích, ale také koní a velbloudů. Z 12 000 mužů, kteří vedli útok proti křesťanské armádě, jich přežilo méně než tisíc.
Maršál Montecuccoli zastavil své muže dřív, než začali překračovat řeku. Věděl, že útočit proti silnějším tureckým silám, které zůstaly na druhém břehu, by byla sebevražda. Křesťanské vojsko ztratilo sotva 2 000 mužů, tedy méně než pětinu toho, co potkalo protivníka. Osmani byli prozatím odraženi.

## Po bitvě
Když vyšlo slunce, byl severní břeh zcela osvobozen od nepřítele. Do křesťanských rukou padly tisíce zbraní, vlajek, symbolů osmanského vojska, a dokonce několik děl. Turci sice zůstali na jižním břehu až do 6. srpna, ale velkovezír nechtěl riskovat další podobný masakr svých vojáků odhodlanými křesťany, a o žádný nový útok se už nepokusil. Potom pochodovala obě vojska, oddělená pouze Rábou, do Vasváru, kde na základě velkovezírovy žádosti uzavřela příměří. Konečnou mírovou smlouvu podepsali zástupci obou stran 27. září 1664 v Nových Zámcích.

## Důsledky
Bitva u Mogersdorfu zaujímá významné místo nejen v historii habsburské armády, ale v celých dějinách evropského válečnictví. Protože to bylo skutečně křesťanské vojsko, které se zde onoho památného dne 1. srpna 1664 postavilo třikrát početnějšímu, krutému a zákeřnému nepříteli. Podalo jasný důkaz toho, jak jednotný může náš kontinent být ve chvíli, kdy se jedná o jeho existenci. Právě tato jednota, spolu s Montecuccoliho chladným úsudkem a úspěšným odhadem situace, osobním nasazením každého z velitelů i jejich vojáků a skvělým využitím Ráby jako obranného prostředku, byla hlavním důvodem křesťanského vítězství.
Velkovezírova armáda samozřejmě nebyla zničena. Stále ještě měla nad křesťany více než dvojnásobnou převahu. Ale velkovezír si nemohl dovolit být příliš dlouho pryč od centra moci v Istanbulu. A uvědomoval si, že i kdyby Montecuccoliho nakonec porazil, měl by pravděpodobně takové ztráty, že by mu to znemožnilo další kampaň.
Jakkoli odvedli vojáci skvělou práci, výsledky jednání politiků už pro monarchii tak příznivé nebyly. Výsledný mír byl výhodný spíše pro Turky. Osmani měli v podstatě volné ruce pro opakované nájezdy na území říše. Podle záznamů si odvlekli do otroctví přes 100 000 lidí. Udrželi si také kontrolu nad Sedmihradskem a císař se dokonce zavázal platit jim roční tribut 200 000 zlatých. Ale válečné operace skončily – a o to císaři Leopoldovi, jenž měl pověst nepříliš statečného člověka, především šlo.

## Význam bitvy

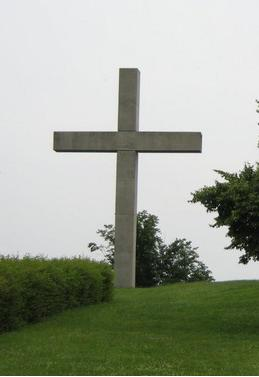
Památník bitvy u Mogersdorfu

Bitva u Mogersdorfu samozřejmě nezasadila Osmanům žádný rozhodující úder. Má význam především morální. Ukázala možnost sjednocení Evropy za společným cílem, a také, což bylo v té době ještě důležitější, ukázala, že Turky je možné porazit v boji. Protože to skutečně byla první bitva, v níž císařská vojska porazila Osmany v regulérní velké bitvě, a nikoli pouze úspěšnou obranou opevněných bodů.
Mír potom panoval skoro dvacet let, až do roku 1683, kdy Turci zaútočili znovu, tentokrát přímo na Vídeň. Tehdy však již polní maršál Montecuccoli pomoci nemohl. Tři roky předtím byl pochován v Linci.